# 藤原周頼
藤原 周頼（ふじわら の ちかより）は、平安時代中期の貴族。藤原北家、摂政関白内大臣・藤原道隆の子。官位は従四位下・木工頭。

## 経歴
侍従を経て、長徳元年（995年）右近衛少将に任ぜられる。この間出仕状況を問題視されて殿上籍を削られるが、同年12月に再び殿上を許されている。翌長徳2年（996年）に発生した長徳の変を通じて中関白家が没落する中で右近衛少将を辞す。長徳4年（998年）春日祭使に任ぜられるが、直前になって辞退している。
三条朝で中務大輔・木工頭を歴任する。この間、寛弘8年（1011年）花山天皇の皇子であった清仁親王・昭登親王の加冠に際して理髪を務める。また、長和4年（1015年）には所定の出仕日数（毎月昼間15日、夕5日）に足らず、再び殿上籍を削られている。
長和5年（1016年）後一条天皇が即位すると、春宮・敦良親王（のち後朱雀天皇）の春宮亮に任ぜられるが、3ヶ月ほどで木工頭に還任されている。
寛仁3年（1019年）9月4日卒去。最終官位は木工頭従四位下。

## 官歴
- 正暦4年（993年） 3月10日：見侍従[5]
- 長徳元年（995年） 正月13日：右近衛少将[6]。12月25日：昇殿[7]
- 長徳2年（996年） 4月24日：殿上簡削除。日付不詳：止右近衛少将[6]
- 寛弘8年（1011年） 8月23日：見中務大輔[3]
- 日付不詳：木工頭[4]
- 長和4年（1015年） 8月12日：殿上簡削除[4]。9月18日：昇殿[5]
- 長和5年（1016年） 2月19日：見春宮亮[5]。5月14日：木工頭[5]
- 寛仁3年（1019年） 9月4日：卒去（木工頭従四位下）[8]

## 系譜
『尊卑分脈』による。
- 父：藤原道隆
- 母：伊予守奉孝（姓不詳）の娘
- 妻：源兼澄の娘 - 禎子内親王乳母
  - 男子：慶増
- 生母不詳の子女
  - 男子：藤原頼義